# Chircăieștii Noi
Chircăieștii Noi es una comuna y localidad de Moldavia en el distrito (raión) de Căușeni.

## Geografía
Se encuentra a una altitud de 155 m s. n. m. a 58 km de la capital nacional, Chisináu.

## Demografía
En el censo 2014 el total de población de la localidad fue de 1 556 habitantes.